# Солонец
Солонците са вид почви, формиращи се в условията на слабо промивен воден режим и при натрупване в тях на натриеви съединения (степен на поглъщане на натрий от 10 – 15 до 70%), постъпващи от почвения разтвор или чрез грунтовите води (процес на засоляване).

## Структура, видове
Напречният профил на солонците се разделя на три хоризонта: А – елувиален, или хумусен, с мощност от 2 – 3 до 15 – 25 sm и съдърание на хумус от 1 – 5 до 9 – 10%; В – илувиален, или солонцев, с мощност 10 – 20 sm; ВС – преходен, като тук е възможно натрупване на гипс, натриеви сулфати и др. Този последен, най-долен хоризонт лежи върху солончакова основна скала. Солонците се характеризират с алкални реакции, високо съдържание на сода (NaHCO3), особено в т.нар. содови солонци, силен вискозитет, лепкавост и набъбване във влажно състояние, силно уплътняване и твърдост при сухо състояние. Основните типове солонци са: черноземни, кестеняви, ливадно-черноземни, субтропични и др., които от своя страна се поделят на подтипове (солончакови, типични, засолени, остатъчни) и родове (содови, хлоридно-сулфатни).

## Разпространение
Солонците се срещат като отделни петна в степните, полупустинните и пустинните зони на Африка, Азия (предимно Казахстан), Европа (Долното Поволжие, Северен Кавказ), Южна Америка и Австралия. При тяхното усвояване се провеждат дейности като промиване, гипсуване, дълбока оран, внасяне на органични и минерални торове, затревяване, изкуствени структурообразуватели. След „окултуряването“ им върху тях може да се отглежда захарно цвекло, соя, зърнени култури (пшеница, ръж, ечемик, просо) и др.